# 李志學 (嘉靖進士)
李志學（1534年—1582年），字聖初，號中南，浙江杭州府錢塘縣人，匠籍，明朝政治人物。

## 生平
嘉靖三十七年（1558年）戊午科浙江鄉試第五十八名舉人。嘉靖四十四年（1565年）中式乙丑科會試第四十三名，三甲第五十四名進士。礼部观政，本年六月授婺源知县，隆慶四年（1570年）二月降漳浦县典史，十一月升宁陵知县，六年九月调上海县，十月改贵溪县，万历二年（1574年）二月升都察院经历，七年五月復除原职，八年十月升南兵部员外郎，九年六月升郎中，十年卒。

## 家族
曾祖李榮；祖父李顯；父李奎，聰選官，封都察院经历。母葛氏，贈安人。弟李志立。